# Municipio de Girard (Minnesota)
El municipio de Girard (en inglés: Girard Township) es un municipio ubicado en el condado de Otter Tail en el estado estadounidense de Minnesota. En el año 2010 tenía una población de 731 habitantes y una densidad poblacional de 7,91 personas por km².

## Geografía
El municipio de Girard se encuentra ubicado en las coordenadas 46°19′56″N 95°35′22″O / 46.33222, -95.58944. Según la Oficina del Censo de los Estados Unidos, el municipio tiene una superficie total de 92.36 km², de la cual 67,67 km² corresponden a tierra firme y (26,73 %) 24,69 km² es agua.

## Demografía
Según el censo de 2010, había 731 personas residiendo en el municipio de Girard. La densidad de población era de 7,91 hab./km². De los 731 habitantes, el municipio de Girard estaba compuesto por el 98,5 % blancos, el 0,55 % eran afroamericanos, el 0,14 % eran amerindios, el 0,14 % eran asiáticos, el 0,41 % eran de otras razas y el 0,27 % eran de una mezcla de razas. Del total de la población el 1,23 % eran hispanos o latinos de cualquier raza.